# Șevcenka, Polohî
Șevcenka (în ucraineană Шевченка) este un sat în comuna Novoselivka din raionul Polohî, regiunea Zaporijjea, Ucraina.

## Demografie
Componența lingvistică a localității Șevcenka
     Ucraineană (93,67%)
     Rusă (5,84%)
     Alte limbi (0,24%)
Conform recensământului din 2001, majoritatea populației localității Șevcenka era vorbitoare de ucraineană (93,67%), existând în minoritate și vorbitori de rusă (5,84%).